# Rivalidade entre Celtics e Lakers
A rivalidade entre Celtics e Lakers é uma rivalidade da National Basketball Association (NBA) entre o Boston Celtics e o Los Angeles Lakers. Os Celtics e os Lakers são as duas franquias mais famosas da NBA, e a rivalidade tem sido chamada de a maior da liga.
Os Celtics e os Lakers são os dois maiores em número de campeonatos da NBA, com 18 e 17 respectivamente. Juntos, eles são responsáveis por 35 dos 77 campeonatos (ou 45%) na história da NBA. Os dois se enfrentaram doze vezes nas finais, sendo o duelo mais repetido na série final da liga, com seu primeiro encontro sendo em 1959. Ambos dominariam a liga nas décadas de 1960 e 1980, enfrentando-se nas finais seis vezes na década de 1960, três vezes na década de 1980 e duas vezes desde o ano 2000.

## História

### 1949–1958: Início das duas equipes
Durante a primeira década da NBA na década de 1950, o Minneapolis Lakers teve a primeira dinastia da liga. O Minneapolis venceria a primeira série de campeonatos da recém-formada NBA em 1950 (três finais da BAA foram disputadas entre 1947 e 1949 e retroativamente contadas como campeonatos da NBA, uma das quais foi vencida pelos Lakers em 1949). Sob a liderança de George Mikan, eles ganhariam mais três títulos em sequência em 1952, 1953 e 1954.
Os Celtics, por sua vez, tiveram problemas em seus primeiros quatro anos de vida, nos quais só alcançaram a pós-temporada uma vez. Tudo mudou em 1950, quando contratou Red Auerbach como treinador da equipe e jogadores como Bob Cousy, Bill Sharman e Bill Russell. Eles alcançaram as finais pela primeira vez na temporada de 1956–57, na qual derrotaram o St. Louis Hawks em uma série de sete partidas. Na temporada seguinte, perderam em uma revanche dos Hawks nas finais por 4 a 2.

### 1959–1969: Primeiros duelos em finais e dinastia dos Celtics
A primeira final da NBA entre as duas equipes foi em 1959, quando, em 9 de abril, o Boston Celtics varreu o Minneapolis Lakers por 4 a 0. Isso marcaria a primeira derrota nas finais para os Lakers anteriormente dominantes e o primeiro de oito títulos consecutivos para os Celtics. Os Lakers se mudaram para Los Angeles em 1960. Foi depois dessa mudança, e durante esta década, que a rivalidade realmente aumentaria. No entanto, em última análise, provaria ser a década dos Celtics, que venceu as finais todos os anos na década de 1960, exceto em 1967. Os Lakers seriam o oponente dos Celtics em seis dessas séries: 1962, 1963, 1965, 1966, 1968, e 1969. Os Celtics venceram todas essas partidas. Três dessas séries (1962, 1966 e 1969) foram sete jogos. A vitória dos Celtics sobre os Lakers em 1966 marcou oito campeonatos consecutivos sem precedentes, a maior sequência de qualquer equipe esportiva profissional norte-americana.
Para a temporada de 1968–69, os Lakers adquiriram o pivô Wilt Chamberlain, que era considerado o melhor jogador da época, bem como o inimigo de Bill Russell durante os anos de Chamberlain nos Warriors e 76ers. Em 1969, os Lakers foram a melhor equipe do Oeste, enquanto os Celtics não passaram do quarto lugar do Leste. Apesar disso, os Celtics conseguiram se classificar para as Finais, onde os Lakers foram vencidos pela sétima vez em onze temporadas. Os californianos partiram como favoritos e ganharam os dois primeiros jogos, que foram disputados em Los Angeles, mas os Celtics se recuperaram para forçar e vencer um dramático Jogo 7 no Los Angeles Forum. Os Celtics ganharam o jogo por 108 a 106 e conquistaram seu décimo primeiro título em treze anos. Foi o último jogo de Bill Russell como jogador. Jerry West foi nomeado MVP das Finais, apesar de estar na equipe perdedora, mas foi um pequeno consolo em uma década em que os Lakers ficaram sem um campeonato, cada uma das derrotas de suas finais naquela década chegando às mãos dos Celtics.

### 1979–1987: Larry Bird, Magic Johnson e o pico da rivalidade
Nenhuma das equipes ganhou outro campeonato até a década de 1980. No entanto, a base para a rivalidade renovada entre Celtics e Lakers da década de 1980 foi realmente estabelecida no basquete universitário do final da década de 1970. Durante a temporada de 1978–79 da NCAA, o Michigan State Spartans foi liderado por Magic Johnson para o jogo final do campeonato da NCAA, onde eles enfrentaram o Indiana State Sycamores, que foi liderado pelo sênior Larry Bird. No que foi o jogo de basquete universitário mais assistido de todos os tempos, o Michigan State derrotou o Indiana State por 75 a 64, e Johnson foi eleito o Melhor Jogador. Johnson seria selecionado pelos Lakers e Bird pelos Celtics. A rivalidade pessoal formada por esses dois grandes nomes do basquete durante a faculdade se transferiria para suas carreiras na NBA e reacenderia a rivalidade entre as duas franquias históricas que eles vieram a representar.
O Showtime Lakers deu o primeiro golpe, vencendo as Finais da NBA de 1980 contra o Philadelphia 76ers. No ano seguinte, os Celtics venceram as Finais da NBA de 1981 contra o Houston Rockets.
Os Celtics perderam as finais da Conferência Leste de 1982 para os 76ers e, junto com isso, a possibilidade de uma revanche com os Lakers. No entanto, o jogo final dessa série é memorável para a rivalidade porque os fãs de Boston cantaram para os 76ers, que estavam prestes a eliminá-los, o canto "Beat L.A.!". Apesar do incentivo, os 76ers perderam as Finais da NBA de 1982 para os Lakers, que foram liderados pelo novo treinador Pat Riley. No entanto, os 76ers derrotaram os Lakers no ano seguinte nas Finais da NBA de 1983. A temporada de 1982–83 também seria o ano de estreia de James Worthy, outro membro dos Lakers no Hall da Fama da histórica rivalidade.

## Estatísticas
Última atualização em 1 de fevereiro de 2024
Fonte: 
|                     | Celtics           | Lakers            |
| Temporada regular   | Temporada regular | Temporada regular |
| ------------------- | ----------------- | ----------------- |
| Total de vitórias   | 166               | 134               |
| Na casa dos Celtics | 83                | 51                |
| Na casa dos Lakers  | 58                | 78                |
| Em campo neutro     | 25                | 5                 |
| Eliminatórias       |                   |                   |
| Total de vitórias   | 43                | 31                |
| Na casa dos Celtics | 27                | 11                |
| Na casa dos Lakers  | 16                | 20                |
| Em campo neutro     | –                 | –                 |
| Total               |                   |                   |
| Total de vitórias   | 209               | 165               |
| Na casa dos Celtics | 110               | 62                |
| Na casa dos Lakers  | 74                | 98                |
| Em campo neutro     | 25                | 5                 |